# Вирджиния Хенли
Вирджиния Хенли (на английски: Virginia Henley) е британска писателка на исторически любовни романи.

## Биография и творчество
Вирджиния Сидъл Хенли е родена на 5 декември 1935 г. в Болтън, Англия. Родителите ѝ Томас и Лилиан Сидъл я научават да обича историята. Получава диплома по история от университета.
През 1956 г. се омъжва за американеца от Вирджиния Артър Хенли и се преместват да живеят в Америка. Имат двама синове – Шон и Адам.
Вирджиния Хенли отглежда децата си като домякиня и чете много романтична литература. Когато прочита „Вълкът и гълъбицата" от Катлийн Уидуиз през 1978 г. тя решава, че сама може да опита да пише романси. Първият ѝ ръкопис, който пише за една година, е отхвърлен от издателите. Тогава тя пише втория си романс „Ирландска циганка“, който е публикуван през 1982 г. С него стартира успешната ѝ кариера като писателка на исторически любовни романи.
Произведенията ѝ се характеризират с много факти и детайли от исторически събития, умело вплетени в нейните измислени истории. Отличителен белег на романите ѝ е отчитането на практиките и традициите на историческото време, тенденциите в модата и живота във видните фамилии. Чрез тях писателката създава богат фон на действията на героите си. Освен това обръща специално внимание на второстепенните персонажи, всеки със собствените си приключения и любовни перипетии, които понякога съперничат на тези на главните герои.
Произведенията на писателката почти винаги попадат в списъците на бестселърите. Те са преведени на 14 езика и са издадени по целия свят.
През 1995 г. Вирджиния Хенли е удостоена с награда за цялостно творчество от списание „Romantic Times“ за своите исторически любовни романи. По-голямата част от произведенията ѝ са номинирани или са получили различни награди.
През по-голямата част от годината Вирджиния Хенли живее със съпруга си в Сейнт Питърсбърг, Флорида, а през горещите лета – в Гримсби, Онтарио, Канада.

## Произведения

### Самостоятелни романи
- Ирландска циганка, Irish Gypsy (1982) – издадена и като „Enticed“
- Bold Conquest (1983)
- Wild Hearts (1985)
- The Raven and the Rose (1987)
- The Hawk and the Dove (1988) – награда на списание „Romantic Times“
- The Pirate and the Pagan (1990) – награда на списание „Romantic Times“
- Прелъстен, Seduced (1994)
- Арабският принц, Desired (1995)
- Графиня робиня, Enslaved (1995)
- Кристалната пещера, Dream Lover (1997)
- Жена на страстта, A Woman of Passion (1999)
- Ravished (2002)
- Undone (2003)
- Insatiable (2004)
- Unmasked (2005)
- Master Of Paradise (2011)
- Scandal By The Ton (2013)
- Lord Rakehell (2013)

### Серия „Плантагенет“ (Medieval Plantagenet)
1. The Falcon and the Flower (1989) – награда на списание „Romantic Times“
2. The Dragon and the Jewel (1991)
3. The Marriage Prize (2000)

### Серия „Кланът Кенеди“ (Douglas/Kennedy)
1. Лудетина, Tempted (1993)
2. The Border Hostage (2001)

### Серия „Де Уорън“ (Medieval DeWarenn)
1. Брак за една година, A Year and a Day (1998)
2. Infamous (2006)
3. Notorious (2007)

### Серия „Упадъчният херцог“ (Decadent Duke)
1. The Decadent Duke (2008)
2. The Irish Duke (2010)
3. The Dark Earl (2011)

### Новели
- Hot As Fire (2011)
- Letter Of Love (2011)
- Love And Joy (2011)
- A Rough Wooing (2012)

### Сборници
- Love's Legacy (1987) – с Маделин Бейкър, Мери Балог, Илейн Барбиери, Лори Копланд, Каси Едуърдс, Хедър Греъм, Катрин Харт, Пенелопе Нери, Даяна Палмър и Джанел Тейлър
- A Gift of Joy (1995) – с Джо Гудман, Бренда Джойс и Фърн Майкълс
- A Christmas Miracle (1996) – с Катрин Кингсли, Стефани Митман и Ребека Пейсли
- Let It Snow (2003) – с Холи Чембърлейн, Марша Еваник и Фърн Майкълс
- Deck the Halls (2004) – с Марша Еваник, Лиза Джаксън, Фърн Майкълс и Линда Лейл Милър
- Lords of Desire (2009) – с Кристи Астор, Виктория Дал и Сали Маккензи
- Masters of Seduction (2011) – с Марша Канъм, Джаки Д'Алесандро, Шери Браунинг Ъруин, Джил Грегъри и Джули Ортолън